# Ardha Matsjéndrásana

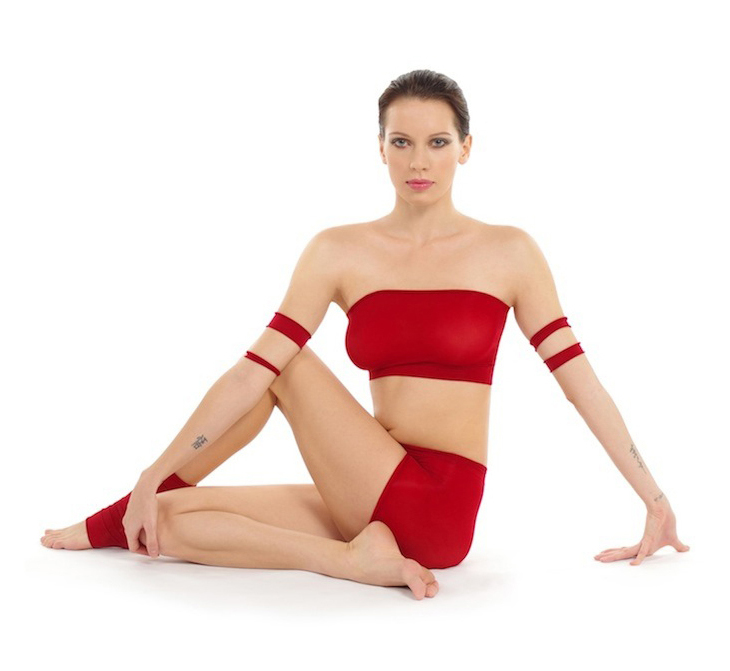
Ardha Matsjéndrása

Ardha Matsjéndrásana (v sanskrtu अर्धमत्स्येन्द्रासन; Ardha Matsyendrāsana), Poloviční král ryb nebo Poloviční spinální otočení nebo Vakrasana, je ásana působící zpravidla otočením páteře v sedě s mnoha variacemi. Patří mezi dvanáct základních ásan v mnoha systémech Hatha Jógy.

## Etymologie
Ásany je pojmenována po velké jogínovi Matsjedranatovi.
Název pochází ze sanskrtu: ardha, což znamená „polovina“, matsya, což znamená „ryby“, eendra, což znamená „král“, a asana (आसन), což znamená „držení těla“ nebo „sídlo“.
Název Vakrasana pochází ze sanskrtského slova → „Vakra“ („otočení“).

## Popis
Z pozice dandásany (hole) se pokrčí a zvedne pravá noha. Položí se vně přes levou dolní končetinu (ta může být pokrčená, nebo natažená). S nádechem se zvedne levá paže a protáhne se za ní. S výdechem se otáčí hlava doprava, položí se pravou dlaň za tělo, levý loket se zapře za pravé koleno nebo stehno. S nádechem se protáhne páteř a s výdechem dokončí pozice. Pozor! Ramena pomohou pomocí páky trupu do zkroucení (Baddha Ardha Matsjendrásana) v několika konfiguracích, sevřených buď nohama nebo opačnou rukou.

## Variace

### Ardha Matsjendrásana I
Odvozená od sedící Ardha Padmásana (Poloviční lotos), spodní nohy se rozprostírají po zemi, jedna ruka dosáhne za zády na chodidlo nebo holeň Padmásany noze, zatímco druhá ruka drží nataženou nohu.

### Ardha Matsyendrasana III
Z pozice Ardha Matsyendrasana I se spodní noha posune do Padmásany (Lotosový sed) a ruce se sepnou úchytem za nohu.

## Výhody
Ardha Matsyendrāsana umožňuje páteři zkroucení po celé délce od spodní části páteře až na vrchol. Tato ásana cílí míšní nervy a úpony a zlepšuje trávení, játra a slinivku.